# Uløste problemer indenfor fysik
Dette er en liste over nogle af de uløste problemer indenfor fysik. Der er forskellige meninger om, hvilke problemer inden for fysikken kan klassificeres som "uløste problemer indenfor fysik".

## Kvante-gravitation
Er Einsteins almen relativitetsteori en klassisk grænse af nogen mere grundlæggende kvante-gravitationsteori (ligesom elektrodynamik er den klassike grænse af QED (en:QED)? Er det muligt at bygge en (eller anden) selv-konsistent kvante-gravitationsteori?

## Kernefysik
Kernefysikken skal i princippet være en lav-energi grænse af QCD(en:QCD). Desværre er QCD i denne grænse fuldstændigt non-perturbative. Og vi ved slet ikke om, at kvantefeltteori (en:QFT) er generelt gyldig og selv-konsistent i dette regime. Derfor findes der intet link fra QCD ned til kernefysik. Måske den såkaldte "lattice QCD" vil give svar på et tidspunkt i fremtiden, men ikke på nuværende tidspunkt.

## Standard modellens selv-ukonsistens
Tekst mangler, hjælp os med at skrive teksten

## Kosmologisk konstant
Tekst mangler, hjælp os med at skrive teksten